# Ash (Odaát)
Ash az Odaát (Supernatural) című televízióssorozat kitalált szereplője, akit Chad Lindberg alakít. Ash a sorozat egyik mellékszereplője.

## Háttér
Ash egy profi számítógéphacker, Ellen kocsmájának állandó vendége, itt iszogat és gépezik. Rengeteg vadászt ismer, köztük Jo-t is.

## 2. évad
Ash az évad elején tűnik fel, amikor Ellen bemutatja őt Dean és Sam Winchesternek. Ash remekül kijön a fivérekkel, ezek után pedig rengetegszer segít a fiúknak egy-egy természetfeletti ügy felgöngyölítésében, melyhez természetesen számítástechnikai képességét és szuperszámítógépét használja. 
Az évad végén Ash kideríti, hogy az Ördög kapuját Azazel fel akarja nyitni, így a kocsmába hívja a fivéreket, hogy személyesen közölje velük a dolgot, csakhogy erre már nem adódik lehetősége: a kocsmát ugyanis démonok felrobbantják, ezzel megölve több tucat vadászt és Ash-t. 